# Тигр любит свежее мясо
«Тигр любит свежее мясо» (фр. Le Tigre aime la chair fraiche) — французский фильм режиссёра Клода Шаброля, вышедший на экраны в 1964 году.
Роже Анен написал сценарий фильма, а также снялся в главной роли Тигра.
Фильм был попыткой создать французский вариант картины про героя, аналогичного Джеймсу Бонду. В фильме содержатся прямые ассоциации с бондианой, в частности показ обложки романа Иэна Флеминга «Из России с любовью» с изображением Шона Коннери, а также приглашение Даниэлы Биянки, сыгравшей в «Из России с любовью» главную женскую роль.
В 1965 году вышел второй фильм цикла — «Тигр душится динамитом».

## Сюжет
Бывший офицер французских спецслужб по прозвищу Тигр (Роже Анен) неохотно соглашается обеспечивать охрану турецкого министра во время его визита в Париж с целью заключения договора на поставку военного супер-самолета. Его настроение меняется, когда он видит, что вместе с министром прибывают его красавица-жена (Мария Мобэн) и очаровательная дочь (Даниэла Биянки). Задание оказалось сложнее, чем можно было ожидать, и тигру приходится спасать жену и дочь турецкого министра от коварных и жестоких злоумышленников.
Действие фильма переносится из одного эффектного места в другое, включая профессиональный борцовский ринг, затопленный отель, склад металлолома, оперный театр и сопровождается чередой экстравагантных персонажей, таких как карлик-убийца.

## Актёрская игра
Не столь харизматичный и ладно сложенный Анен вряд ли способен составить конкуренцию Шону Коннери как герой экшна или как герой-любовник. Сцены экшна и драк, хотя и поставлены менее профессионально, но довольно жестоки для своего времени. В качестве компенсации фильм предлагает больше обнажённого женского тела, чем любой из фильмов Бонда, включая самые последние.
Прославившаяся исполнением главной роди в бондовском фильме «Из России с любовью» сексапильная Даниэла Бианки в данном случае ограничивается исключительно демонстрацией своей красоты и положением схваченной плохими парнями заложницы, уступая главную женскую партию Марии Мобэн в роли своей привлекательной матери.

## В ролях
- Роже Анен — Луи Рапье, Тигр
- Мария Мобэн — мадам Баскин
- Даниэла Бианки — Мелиса Баскин
- Роже Дюма — Дюве
- Антонио Пассалия — Кубасси
- Джимми Каруби — Жан-Люк
- Роже Рудель — Бенита
- Карло Нелл — убийца в театре